# Trzciniec (województwo świętokrzyskie)
Trzciniec – wieś w Polsce położona w województwie świętokrzyskim, w powiecie jędrzejowskim, w gminie Nagłowice. Leży na południe od Wzgórza Świętego Floriana.
W latach 1975–1998 miejscowość położona była w województwie kieleckim.

## Części wsi
| SIMC    | Nazwa          | Rodzaj    |
| ------- | -------------- | --------- |
| 0255013 | Ku Jaronowicom | część wsi |
| 0255020 | Na Sieńsku     | część wsi |
| 0255020 | Na Sieńsku     | część wsi |
| 0255042 | Raj            | część wsi |

## Zabytki
Park dworski z przełomu XIX/XX w., wpisany do rejestru zabytków nieruchomych (nr rej.: A-126 z 5.12.1957 i z 7.07.1977).